# Lunar Atmosphere and Dust Environment Explorer
El Lunar Atmosphere and Dust Environment Explorer (LADEE, pronunciat /ˈlæd.iː/) va ser una missió d'exploració lunar de la NASA dirigida per l'Ames Research Center en col·laboració amb Goddard Space Flight Center. Va ser llançat en un Minotaur V des del Mid-Atlantic Regional Spaceport el 7 d'octubre de 2013, a les 03:27 UTC. Durant la missió nominal científica de 100 dies, LADEE va orbitar al voltant de l'equador de la Lluna, i va fer ús dels instruments a bord de la nau per estudiar l'exosfera lunar i la pols del veïnatge de la Lluna. Entre els instruments s'incloïen un sensor de pols, un espectròmetre de masses neutral, i un espectròmetre ultraviolat visible, com també una demostració tecnològica consistint en una terminal de comunicacions per làser. (vegeu comunicació òptica per l'espai lliure o "lasercom")
La missió va acabar el 18 d'abril de 2014, quan el LADEE va impactar intencionadament a la cara oculta de la Lluna.

## Història
LADEE va ser anunciat durant la presentació del pressupost de l'any fiscal de 2009 per a la NASA en el febrer de 2008. Va ser inicialment planejat per a ser llançat amb els satèl·lits Gravity Recovery and Interior Laboratory (GRAIL). Les proves de la cambra de buit tèrmic a escala completa van ser realitzades a l'Ames Research Center de la NASA a l'abril de 2013. Les proves mecàniques anteriors—incloent-hi les acústiques, vibració i xoc—van ser completades abans de les proves de la cambra de buit tèrmic. Durant l'agost de 2013, LADEE es va sotmetre al balanceig final, injecció de combustible i muntatge en el llançador, i totes les activitats de prellançament van ser completades el 31 d'agost, preparat per la finestra de llançament que es va obrir el 6 de setembre.
L'Ames de la NASA és responsable per a les funcions diàries del LADEE mentre que el Goddard Space Flight Center opera el conjunt d'instruments sensors i tecnologia de la càrrega útil de demostració així com la gestió de les operacions de llançament. La missió LADEE ha costat aproximadament $280 milions, que inclou el desenvolupament dels instruments espacials i científics, els serveis de llançament, les operacions de la missió, el processament de la ciència i la suport repetidor.

### Resplendor atmosfèric

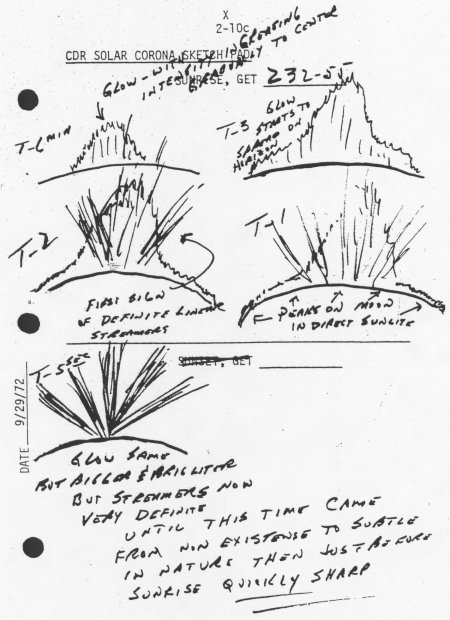
A l'alba i al capvespre diverses tripulacions de l'Apollo van veure resplendors i raigs. Aquest croquis de l'Apollo 17 representa els raigs crepusculars misteriosos.

Hi ha alguna evidència que la Lluna pot tenir una tènue atmosfera de partícules que es mouen amunt i avall constantment a la superfície de la Lluna, donant lloc a una "atmosfera de pols" que sembla estàtica, però es compon de partícules de pols en moviment constant. Segons els models proposats a partir de 1956, al costat amb llum natural de la lluna, la radiació ultraviolada i raigs X solar pot activar els electrons dels àtoms i les molècules en el sòl lunar. Les càrregues positives s'acumulen fins que les partícules més petites de pols lunar (que mesuren 1 micròmetre o més petites) són repel·lides de la superfície i volen a qualsevol lloc de metres a quilòmetres d'altura, amb les partícules més petites arribant a les majors altituds. Finalment tornen a caure cap a la superfície on es repeteix el procés. Pel costat de la nit, la pols es carrega negativament pels electrons en el vent solar. De fet, el "model de la font" suggereix que el costat de la nit s'arribaria a voltatges més alts que el costat de dia, possiblement el llançament de partícules de pols a majors velocitats i altituds. Aquest efecte podria ser encara més gran durant la part de l'òrbita de la Lluna al seu pas per la cua de la magnetosfera terrestre; vegeu camp magnètic de la Lluna per a més detalls. Al terminador pot haver camps elèctrics horitzontals significatius que es formen entre les zones de dia i de nit, el que resulta en el transport de pols horitzontal.
A més a més, s'ha demostrat que la Lluna té un "cua de sodi", però és massa feble per a ser detectat per l'ull humà. És centenars de milers de quilòmetres de llarg, i va ser descobert el 1998, com a resultat que els científics de la Universitat de Boston observant una pluja de meteors Leònids. La Lluna està constantment llançant gas de sodi atòmic de la seva superfície, i la pressió de la radiació solar accelera els àtoms de sodi en el sentit contrari cap al sol, formant una cua allargada que apunta contràriament del sol. Està per determinar si els àtoms de gas ionitzat de sodi o pols carregada són la causa dels resplendors de la Lluna.

### Mòdul de descens xinès
La nau espacial xinesa Chang'e 3, que va ser llançada l'1 de desembre de 2013, i va entrar en òrbita lunar el 6 de desembre, es va preveure que contaminés l'exosfera tant amb les ignicions del propulsor com la pols lunar en l'aterratge del vehicle. Si bé es va expressar la preocupació que això podria afectar la missió LADEE, com ara les seves lectures de referència de l'exosfera de la Lluna, en el seu lloc podrien aportar un valor addicional, ja que la ciència coneixeria la quantitat i la composició del sistema de propulsió d'escapament de la nau espacial. LADEE pot ser capaç de fer un seguiment de la distribució i l'eventual dispersió dels gasos d'escapament i la pols en l'exosfera de la Lluna. També pot ser capaç d'observar la migració d'aigua, un dels components dels propulsors, donant una idea de com es transporta i es queda atrapada al voltant dels pols lunars.

## Objectius
La missió LADEE està adreçada a tres grans objectius científics:
- Determinar la densitat global, composició, i la variabilitat del temps de la tènue exosfera lunar abans de ser pertorbada per l'activitat humana.
- Determinar si els albiraments dels astronautes Apollo sobre l'emissió difusa de desenes de quilòmetres sobre la superfície van ser resplendor de sodi o pols.
- Documentar l'entorn de pols (mida-freqüència) per ajudar a guiar l'enginyeria de disseny per a futures bases lunars, així com les missions robòtiques.

## Operacions del vol espacial

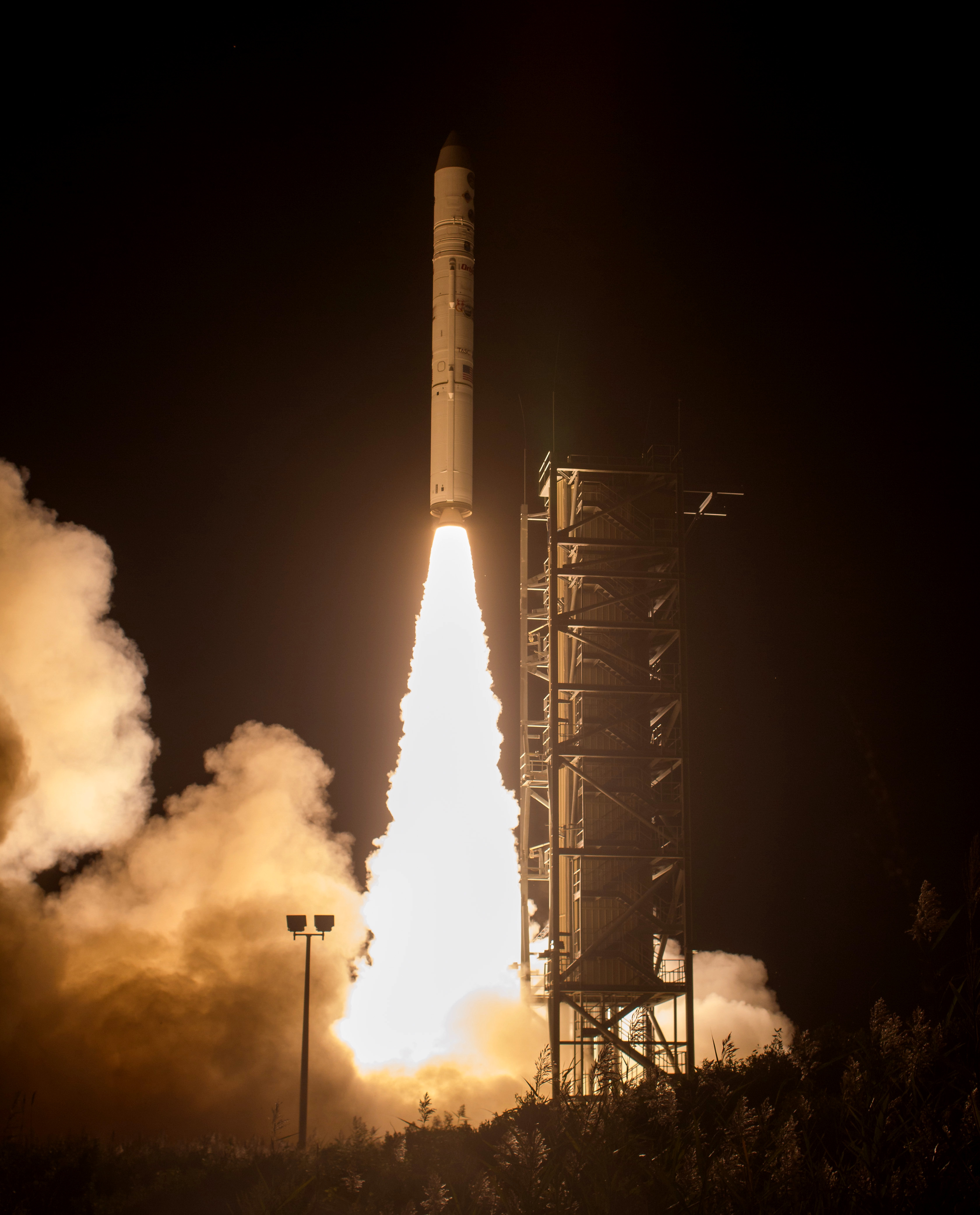
El Lunar Atmosphere and Dust Environment Explorer durant l'enlairament

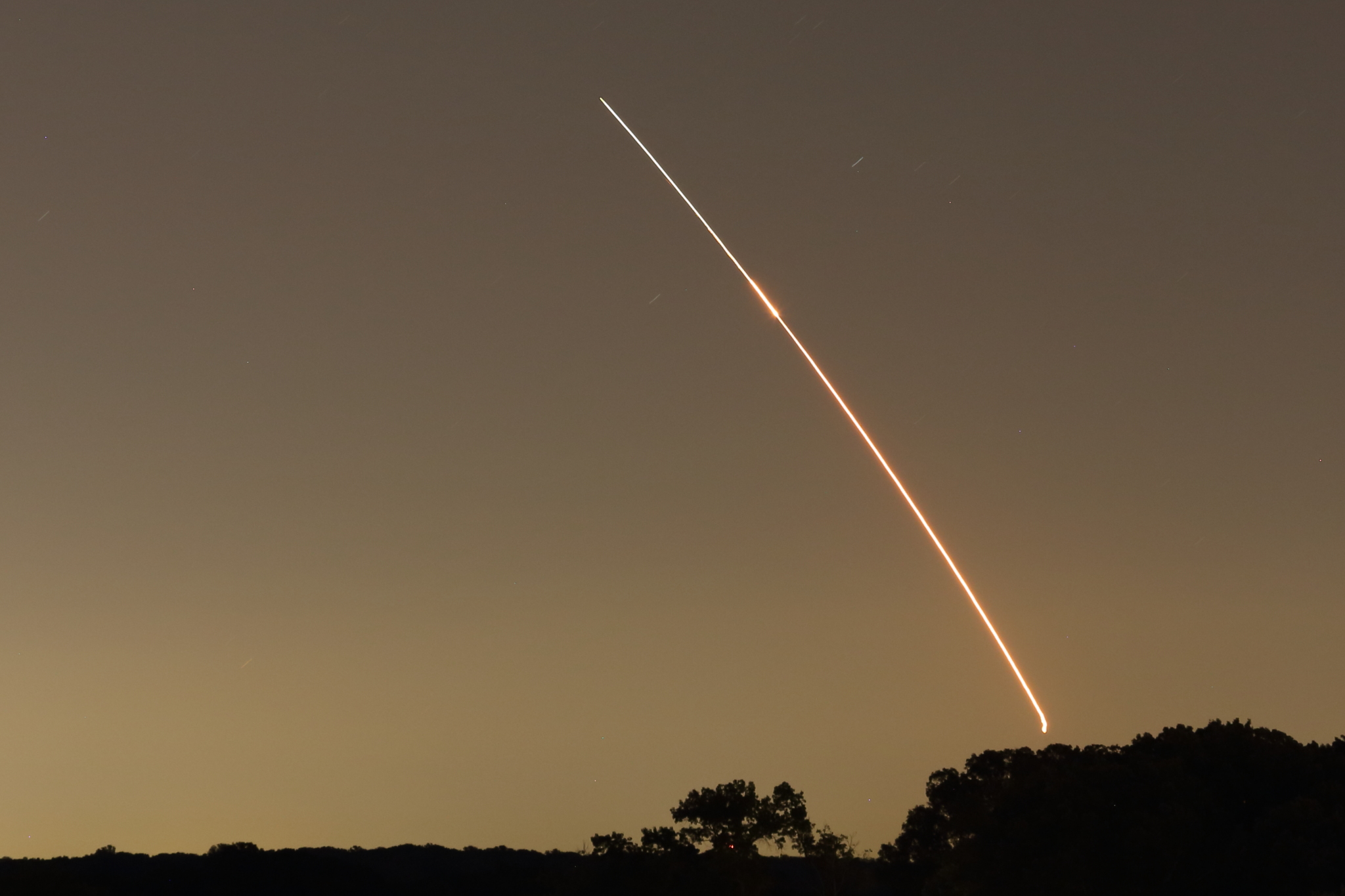
LADEE cap a l'òrbita, com es veu des de Virginia (fotografia timelapse)

### Llançament
LADEE va ser llançat el 7 de setembre de 2013, a les 03:27 UTC (6 de setembre a les 11:27 p.m. EDT) de Wallops Flight Facility al Mid-Atlantic Regional Spaceport en un coet Minotaur V. Aquesta va ser la primera missió lunar en ser llançada d'aquest lloc. El llançament va tenir el potencial per a la visibilitat al llarg de gran part de la costa est dels EUA, des de Maine a Carolina del Sud; temps clar permetemt a nombrosos observadors de la ciutat de Nova York a Virgínia per observar l'ascens, la separació del primer tram i la fase de la ignició del segon tram.
Com que el Minotaur V és un coet de combustible sòlid, el control d'actitud de la nau espacial en aquesta missió va operar una mica diferent que en un coet de combustible líquid amb més retroalimentació de bucle tancat contínua. Les primeres tres etapes del Minotaur "fvolar un perfil d'actitud pre-programada" per guanyar velocitat i lliurar el vehicle a la seva trajectòria preliminar, mentre que la quarta etapa es va utilitzar per modificar el perfil de vol i lliurar la nau espacial LADEE en el perigeu per a la cinquena etapa estabilitzada en voltes per a continuació, posar la nau en una òrbita al voltant de la Terra altament el·líptica—la primera de tres—per començar un trànsit lunar d'un mes.
Encara que ara separades de la nau espacial LADEE, tant les quarta i cinquena etapes del Minotaur V van assolir l'òrbita, són ara brossa espacial en òrbita terrestre.

### Trànsit lunar
LADEE va prendre un viatge inusual en el seu trànsit cap a la Lluna. Llançat en una òrbita terrestre altament el·líptica, la nau va realitzar tres voltes cada vegada més grans al voltant de la Terra abans d'estar prou a prop per entrar en òrbita lunar. El trànsit va requerir aproximadament un mes.

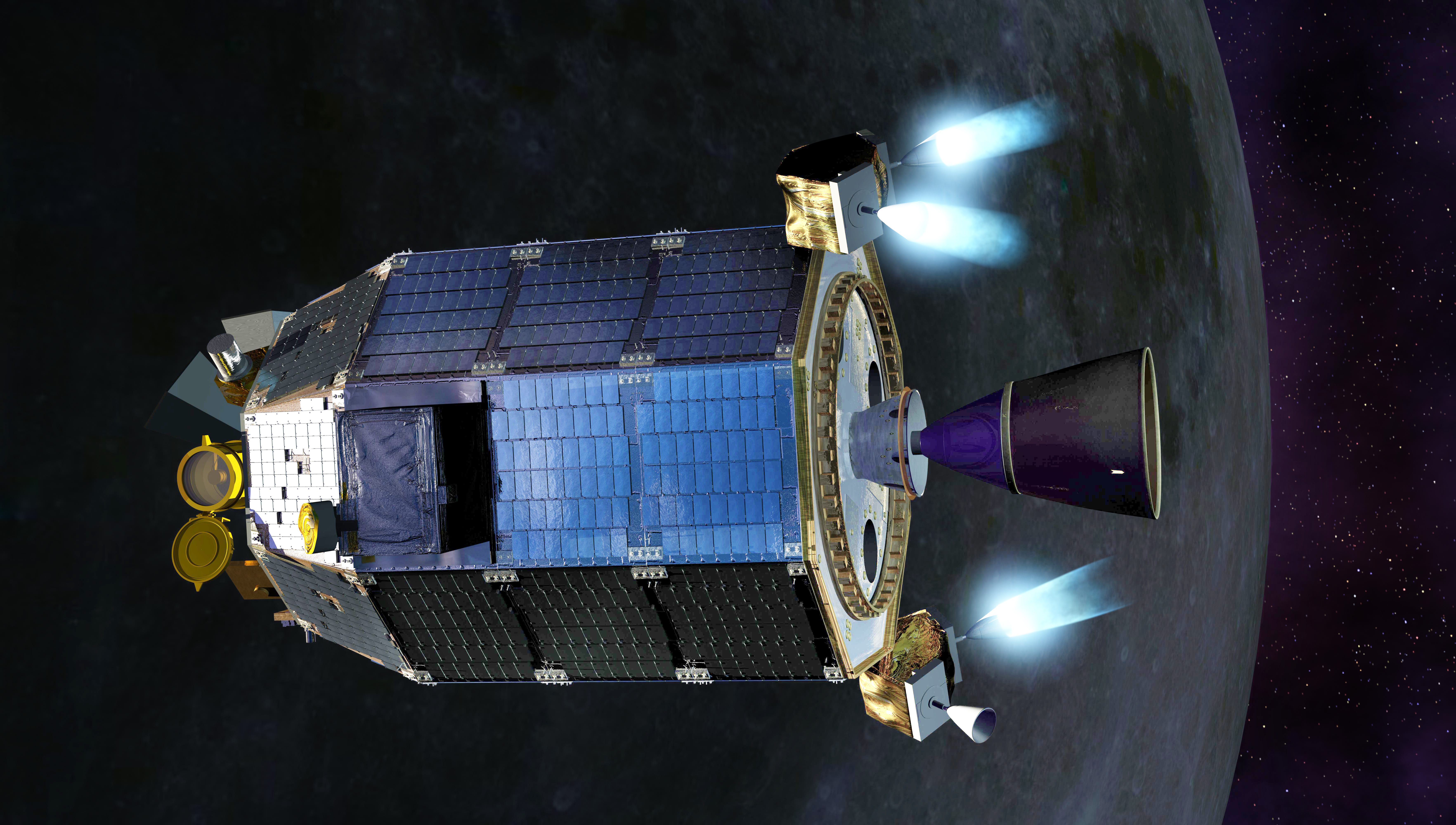
Concepció artística del LADEE en ignició

Després de la separació del Minotaur, es van detectar altes corrents elèctrics en les rodes de reacció del satèl·lit fent que s'apaguin. No hi va haver indicis d'un error, i després dels límits de protecció es va ajustar l'orientació amb rodes de reacció l'endemà.

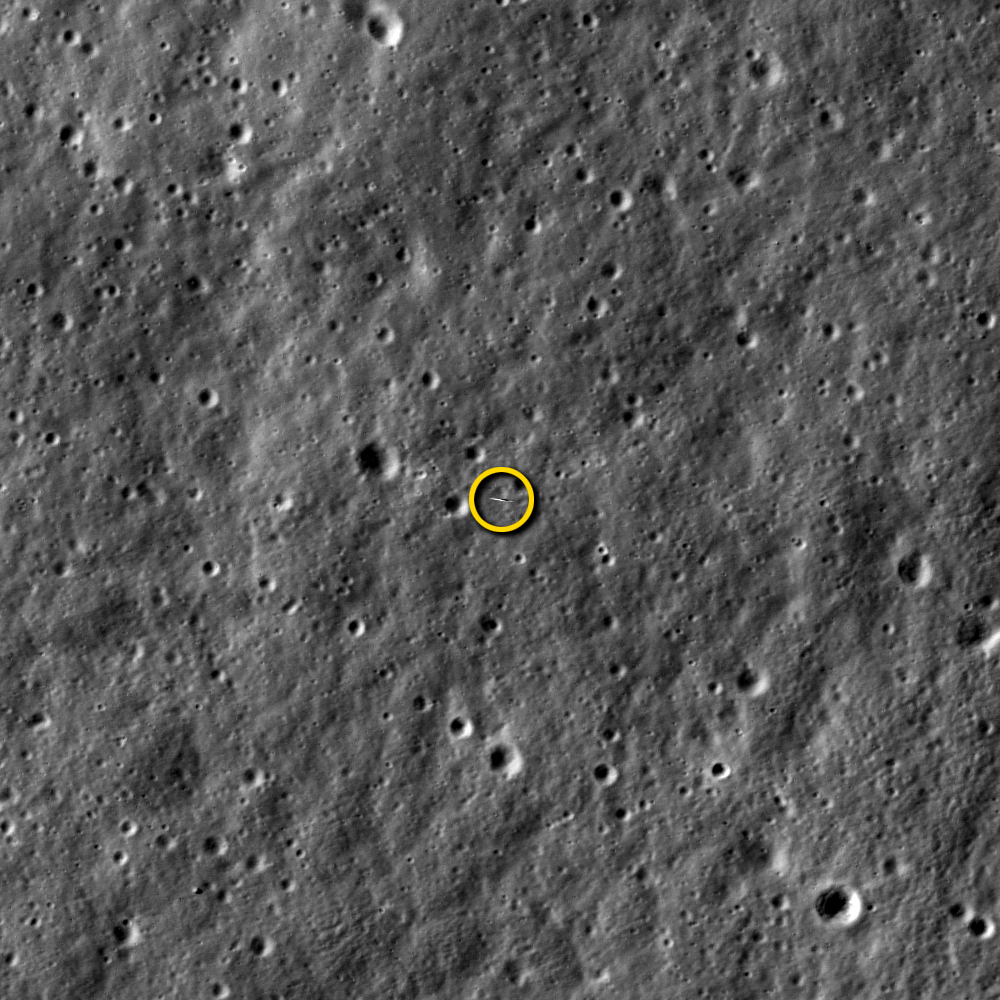
El LADEE vist pel LRO sobre uns 9 km de distància orbitant la Lluna (14 de gener de 2014).

La nau espacial LADEE va realitzar tres "fases orbitals" de la Terra abans que s'arribar a una inserció d'òrbita lunar (Lunar orbit insertion o LOI), que va tenir lloc al perigeu de la tercera òrbita usant una ignició del motor de tres minuts.
L'òrbita de destinació per a la tercera òrbita de la Terra tenia un perigeu de 200 km, un apogeu de 278.000 km i una inclinació de 37,65 graus. L'argument del perigeu programat va ser de 155 graus, mentre que la seva energia característica, C3 de -2,75 km²/s².
La trajectòria amb voltes de fase orbital va ser utilitzada per quatre raons principals:
- el vehicle de llançament Minotaur V no té prou delta-v per col·locar el LADEE de 383 kg directament en una injecció translunar.
- per manejar possibles dispersions de llançament del Minotaur V— que és un grup de cinc etapes de coet sòlid, i no és considerat un coet particularment precís —d'una motiu d'eficiència de combustible mentre que deixa el perfil en una òrbita flexible per grans dispersions en l'òrbita d'injecció inicial.
- per ampliar la finestra de llançament en cinc dies. En l'esdeveniment, el LADEE no ho va necessitar, ja que el llançament es va produir al començament de la finestra en el primer dia.

### Comprovacions dels sistemes i òrbita lunar
LADEE va entrar en òrbita lunar el 6 d'octubre de 2013, quan el LADEE va ser col·locat en una òrbita de captura el·líptica de 24 hores de duració.
LADEE es va abaixar encara més en una òrbita de quatre hores el 9 d'octubre de 2013,
Una nova ignició es va produir el 12 d'octubre per reduir el LADEE en una òrbita circular al voltant de la Lluna amb una altitud d'aproximadament 250 km per a la seva fase de posada en marxa, que va durar uns 30 dies.
Els sistemes i instruments del LADEE es van comprovar en una òrbita reduïda a 75 km.

### Lunar Laser Communication Demonstration

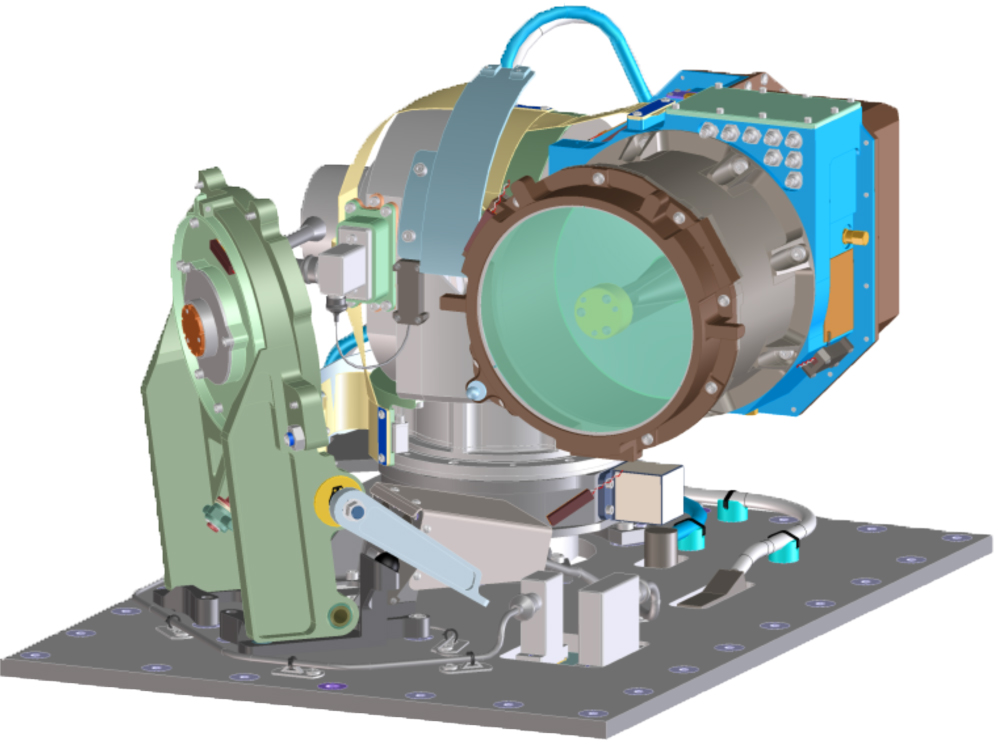
Mòdul òptic del LLCD

El sistema de làser polsat Lunar Laser Communication Demonstration (LLCD) del LADEE es va provar amb èxit el 18 d'octubre de 2013, transmitent dades entre la nau espacial i la seva estació terrestre a una distància de 385.000 quilòmetres. Aquesta prova va registrar un rècord en enllaç descendent de 622 megabits per segon (Mbps) de la nau espacial a la terra, i un "error lliure de pujada de dades de 20 Mbps" de l'estació de terra a la nau espacial.
El LLCD és el primer intent de la NASA en la comunicació bidireccional espacial fent servir un làser òptic en comptes d'ones de ràdio, i s'espera que condueixi a sistemes làser operatius en els futurs satèl·lits de la NASA. La propera versió del concepte serà la Laser Communications Relay Demonstration prevista pel 2017.

### Fase de ciència
Per a les operacions científiques, LADEE serà maniobrat en una òrbita amb un periselè de 20 km i un aposelè de 60 km. La fase de ciència té una duració de 100 dies, però més tard es va ampliar 28 dies més. L'ampliació va proporcionar una oportunitat perquè el satèl·lit pogués recollir dades en un cicle lunar complet des molt baixa altura per ajudar els científics a desvetllar la naturalesa de la tènue exosfera de la lluna.

### Fi de la missió
Els controladors de la nau van ordenar encendre finalment el motor l'11 d'abril de 2014, per fer descendir el LADEE a menys de 2 km de la superfície lunar i preparar-se per a un impacte a tot tardar el 21 d'abril. La sonda es va ocupar de l'eclipse lunar d'abril de 2014 el 15 d'abril, durant el qual no es podria generar energia, ja que estava a l'ombra de la Terra durant quatre hores. Els instruments científics van ser apagats i els escalfadors van rondar engegats en cicle durant l'esdeveniment per conservar l'energia, però mantenint la nau calenta. Els enginyers no esperaven que el LADEE sobrevisqués, i no va ser dissenyat per a utilitzar-se en un ambient així, però va sortir de l'eclipsi amb només un mal funcionament en alguns sensors de pressió.

Durant la seva penúltima òrbita el 17 d'abril, el periàpside del LADEE va arribar a 300 metres de la superfície. El contacte amb la nau es va perdre al voltant de les 04:30 UTC el 18 d'abril quan passava darrere la Lluna. LADEE va impactar en la superfície de la cara oculta de la Lluna entre les 04:30 i les 05:22 a una velocitat de 5.800 km/h; els científics tractaran de reduir el temps d'impacte i la ubicació. La cara oculta de la Lluna va ser triada per evitar la possibilitat de danyar llocs històricament importants com les zones d'aterratge Luna i Apollo. Si es pot determinar el punt d'impacte, la NASA pot utilitzar el Lunar Reconnaissance Orbiter per prendre fotografies de la zona.

## Nau espacial

### Disseny
LADEE és la primera nau espacial dissenyada, integrat, fabricat, i provat per l'Ames Research Center de la NASA.
La nau espacial es basa en un disseny (un bus de nau espacial que mai ha volat prèviament)—i representa un cost molt més baix que les missions científiques típiques de la NASA—que van presentar nous reptes per a l'equip de disseny en aconseguir la nova nau espacial llançada a la Lluna amb un pla de trajectòria de vol espacial d'alta fiabilitat, mentre que es tractava de l'ús del nou coet (Minotaur V) i una nova nau sense llegat de proves de vol. (vegeu el trànsit lunar, més avall.)
La missió LADEE utilitza el Modular Common Spacecraft Bus, o el cos, que té la capacitat per dur a terme diversos tipus de missions - incloent viatges a la Lluna i Objectes Propers a la Terra - amb diferents mòduls o sistemes aplicables. Aquest concepte modular és una forma innovadora de transició lluny de dissenys personalitzats i envers dissenys multi-ús i la producció en la línia de muntatge, el que podria reduir dràsticament el cost de desenvolupament de naus espacials. Els mòduls del bus de la nau espacial LADEE consisteixen en el mòdul del radiador, que porta l'aviònica, sistema elèctric i sensors de posició, el mòdul de bus, el mòdul de càrrega útil que transporta els dos instruments més grans, i els mòduls d'ampliació, que allotgen el sistema de propulsió.
Especificacions
L'estructura principal és de 2,37 m d'alt, 1,85 m d'ample i 1,85 m de profunditat. La massa total de la nau és 383 kg.

### Energia
L'energia elèctrica es genera per un sistema fotovoltàic compost per 30 panells de cèl·lules solars de silici que produeixen 295 W a una ua. Els panells solars estan muntats en les superfícies exteriors del satèl·lit i l'energia elèctrica s'emmagatzema en una bateria d'ió liti proporcionant fins a 24 ampere-hores de 28 volts d'energia.

### Sistema de propulsió
El sistema de propulsió del LADEE consisteix en un Sistema de Control Orbital (orbit control system o OCS) i un sistema de control de reacció (reaction control system o RCS). L'OCS proveeix control de velocitat al llarg de l'eix Z+ per ajustos de velocitat grans. El RCS proveeix el control d'actitud en tres eixos durant les ignicions del sistema OCS, i impulsa també les rodes de reacció que són el sistema de control d'actitud primària entre les ignicions de l'OCS.
El motor principal és un High Performance Apogee Thruster (HiPAT) de 455N. L'alta eficiència dels impulsadors de control de 22N són fabricats amb materials d'alta temperatura i similar al HiPAT. El motor principal proporciona la majoria de l'empenta per a les maniobres de correcció de la trajectòria de la nau espacial. Els propulsors del sistema de control s'utilitzaran per a les petites maniobres previstes per a la fase científica de la missió.
Després de la fase de la ciència, s'ha previst un període de desactivació, en què es reduirà l'altitud i la nau espacial impactarà en la superfície lunar.

### Càrrega útil científica
LADEE porta tres instruments científics i una demostració tecnològica.
La càrrega útil de la ciència consisteix en:
- Neutral Mass Spectrometer (NMS), que realitzarà mesuraments in situ dels elements exosfèrics. L'instrument té el patrimoni de l'instrument SAM en la Mars Science Laboratory.
- UV-Vis Spectrometer (UVS), que mesura tant la pols com l'exosfera. L'instrument és el llegat de l'espectròmetre d'UV en la missió LCROSS.
- Lunar Dust EXperiment (LDEX), que mesura directament la pols. L'instrument compta amb el patrimoni dels instruments de la Galileo, Ulysses i Cassini.

- LADEE també porta una càrrega útil de demostració de tecnologia per provar un sistema de comunicació òptica. El Lunar Laser Communication Demonstration (LLCD) utilitza un làser per transmetre i rebre dades en forma de polsos de llum, el mateix que les dades es transfereixen en un cable de fibra òptica, a tres estacions terrestres. Aquest mètode de comunicació té el potencial de proporcionar augmentant en cinc vegades el retorn de dades actual, en comparació amb la comunicació per radiofreqüència,[44][45] tant pel LADEE i properes missions. La tecnologia és un antecessor directe al sistema Laser Communications Relay Demonstration (LCDR) de la NASA a causa del llançament en 2017.[46][47]

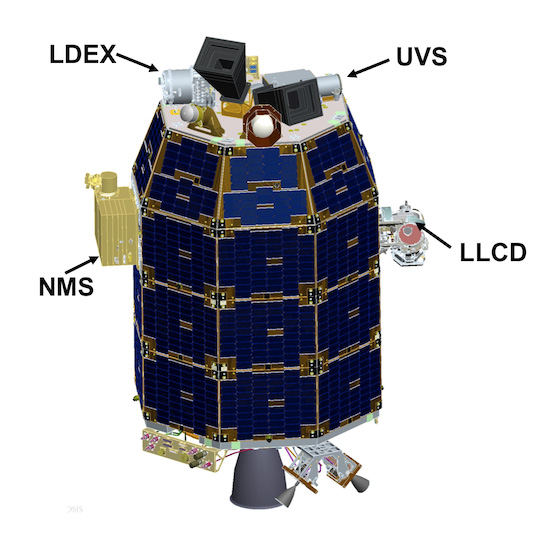
LADEE amb instruments etiquetats
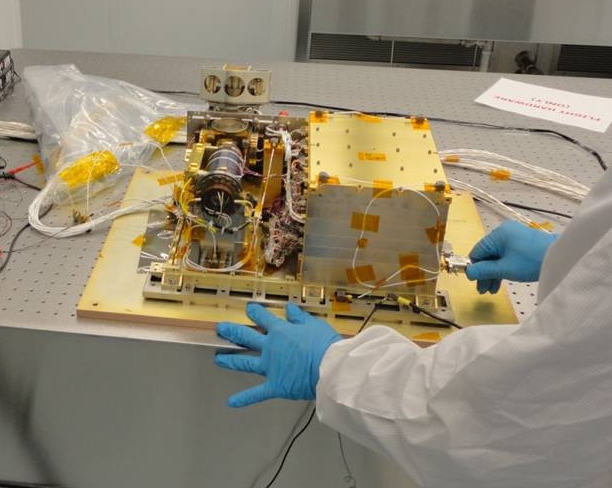
NMS
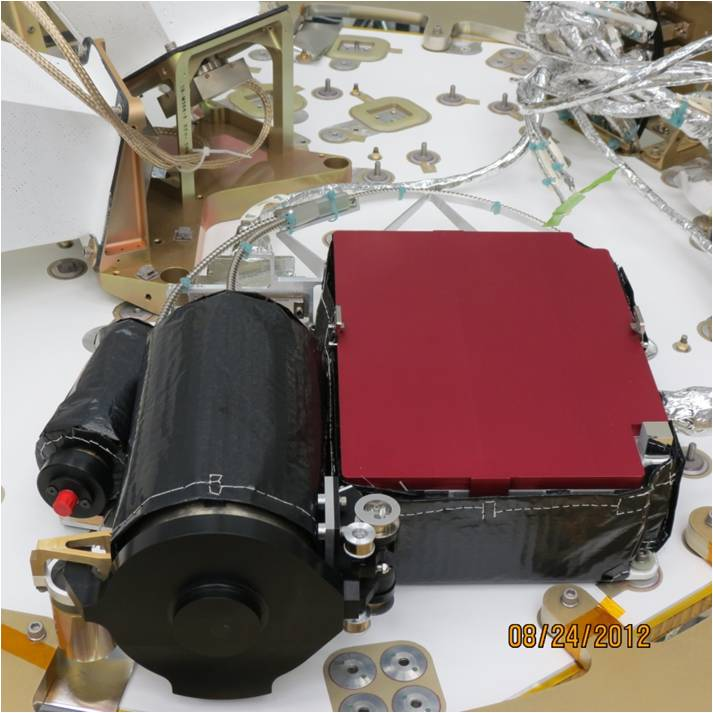
UVS
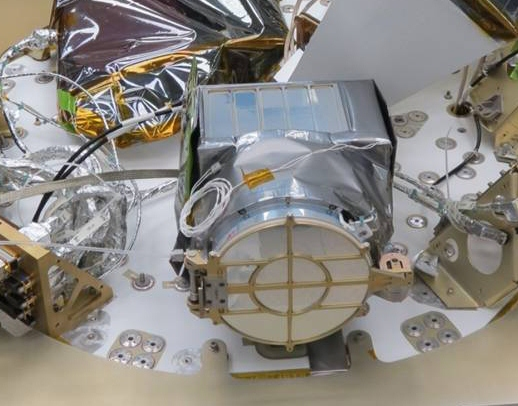
LDEX

## Equip
L'equip del LADEE inclou col·laboradors de la seu de la NASA, a Washington D.C., Ames Research Center de la NASA, Moffett Field, Califòrnia, Goddard Space Flight Center de la NASA, Greenbelt, Maryland, i el Laboratory for Atmospheric and Space Physics a la Universitat de Colorado a Boulder. Entre els investigadors convidats s'inclouen els de la Universitat de Califòrnia, Berkeley;The Johns Hopkins University Applied Physics Laboratory, Laurel, Maryland; la Universitat de Colorado; la Universitat de Maryland; i el Goddard Space Flight Center de la NASA, a Greenbelt, Maryland.

## Galeria d'imatges

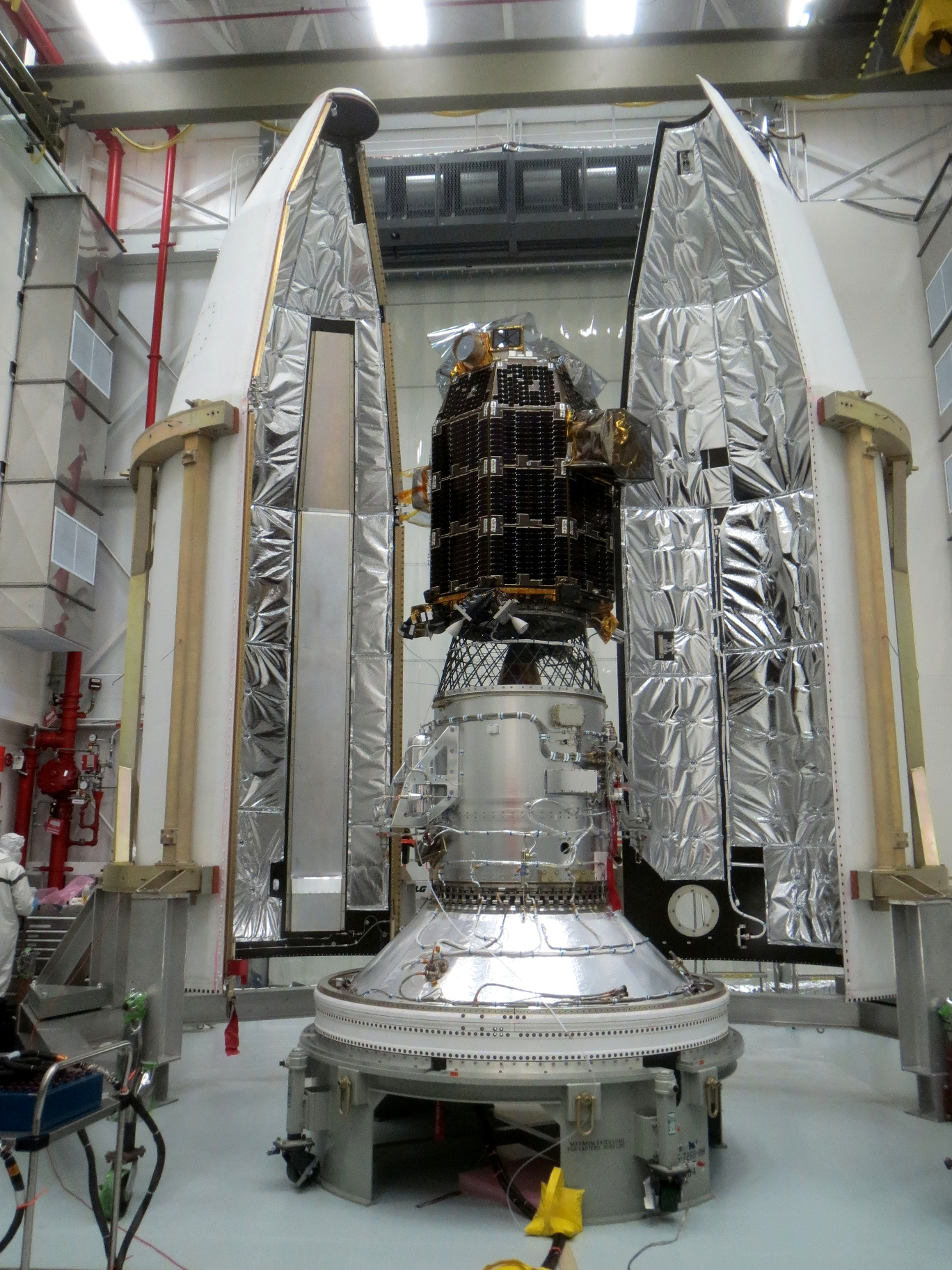
LADEE a l'agost de 2013, abans de ser encapsulat en el seu carenat
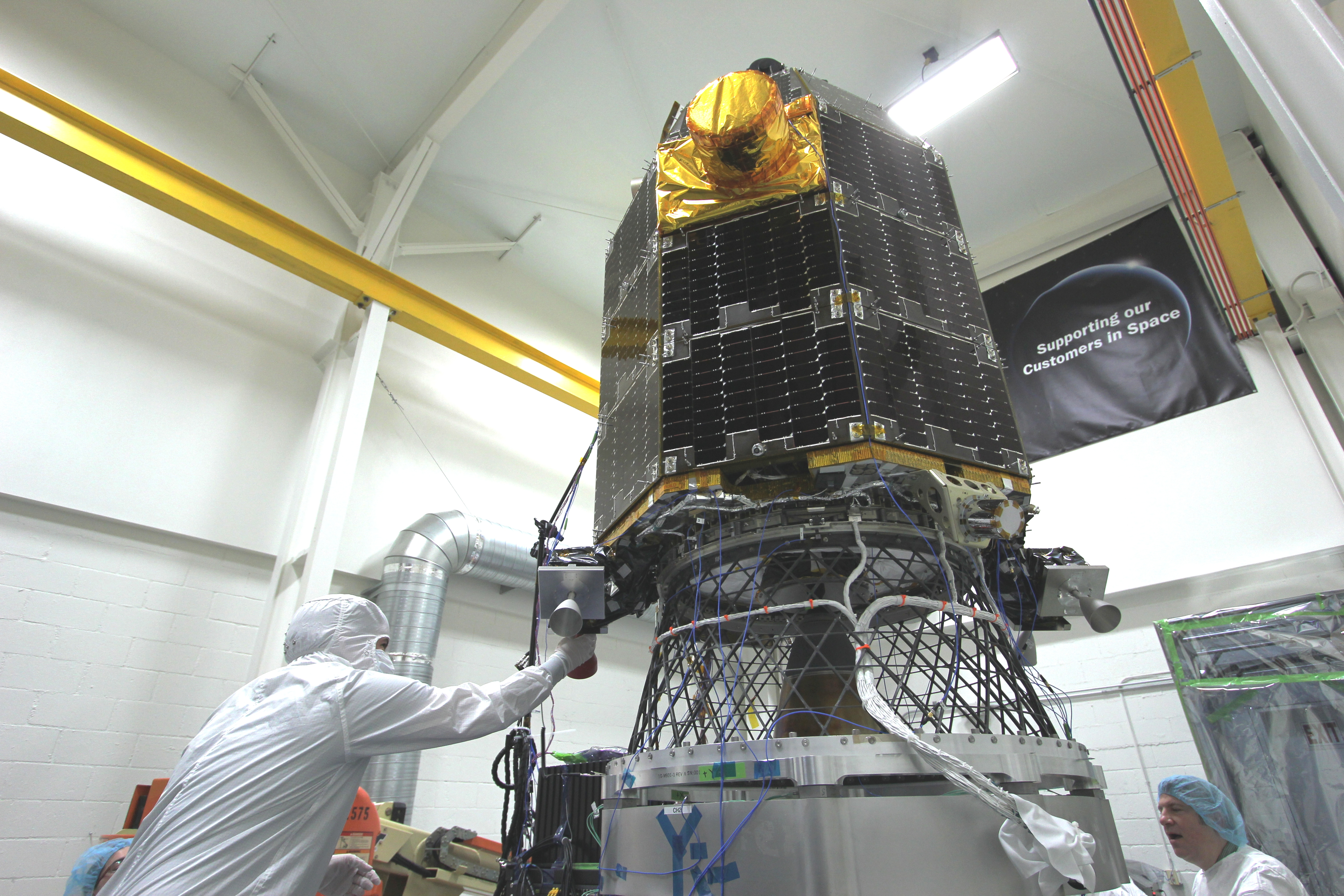
LADEE muntat a la taula de vibració abans de l'inici de les proves de vibració en gener de 2013
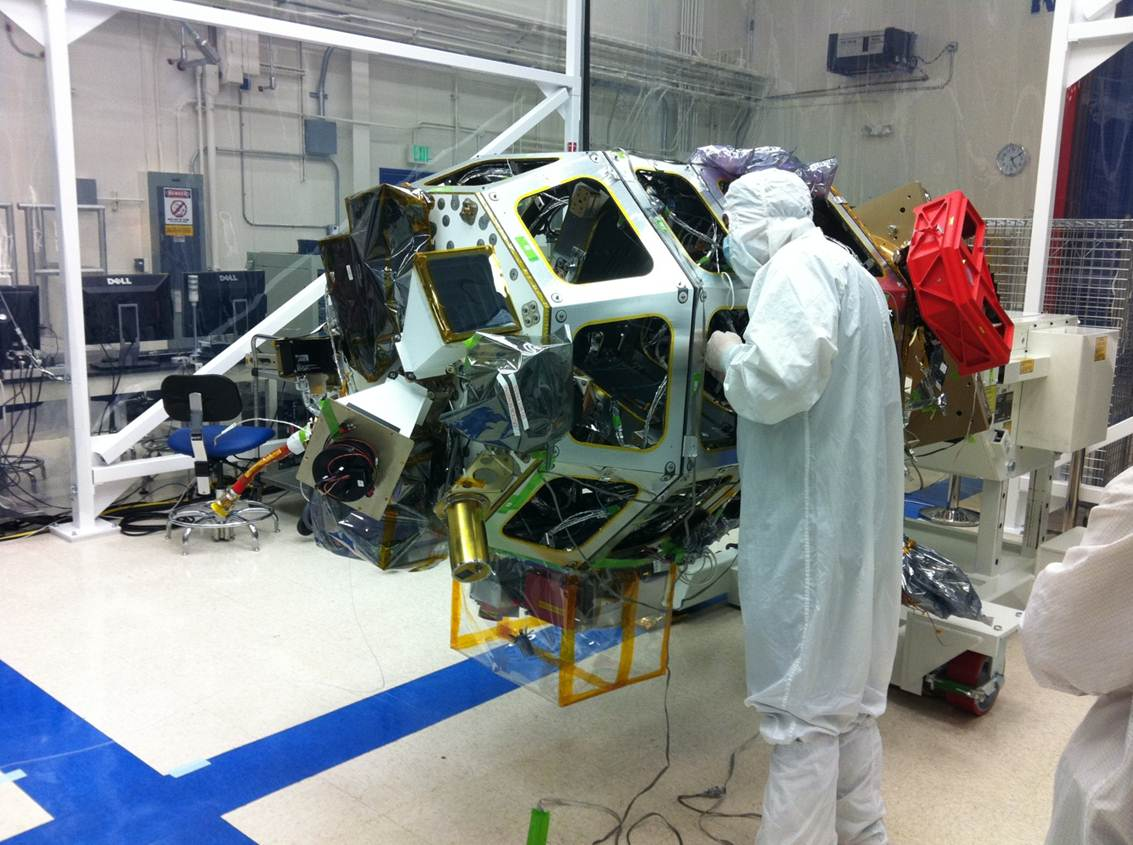
LADEE a la sala neta del Centre de Recerca Ames abans d'adjuntar els seus panells solars
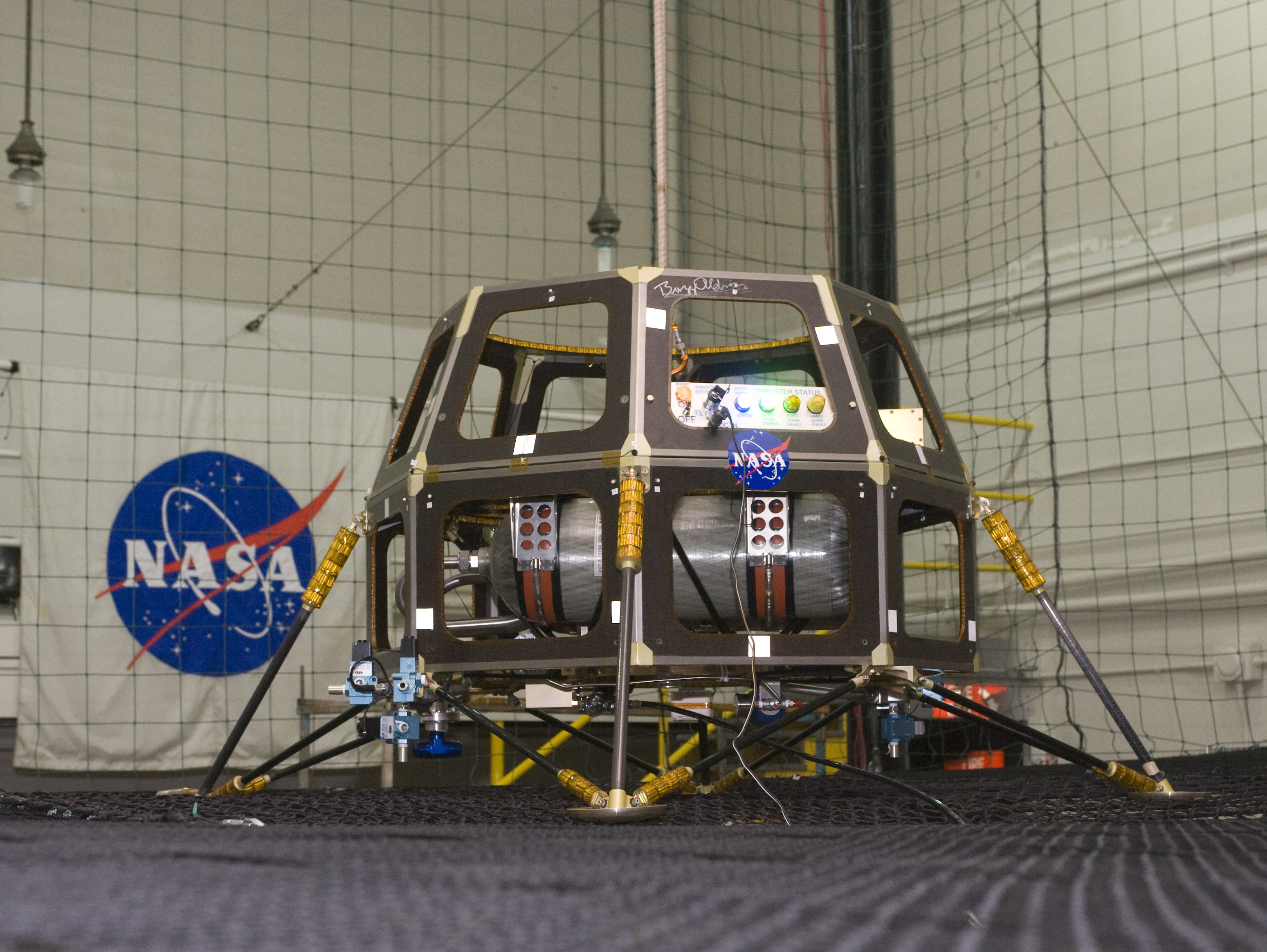
El Modular Common Spacecraft Bus que es convertiria en el LADEE, en proves a l'Ames el 2008